# Saaler Mühlenbach
Der Saaler Mühlenbach ist ein etwa 7,2 km langer Bach, der in Moitzfeld entspringt und in Hüttenfeld von rechts in den Frankenforstbach mündet.
Historisch gesehen und im Sprachgebrauch heute wird der Bereich von der Mündung des Milchbornbachs bis zum Bensberger See auch noch Milchbornbach genannt. Der Abschnitt vom Kahnweiher bis zur Mündung wurde früher Gronauer Bach genannt und bildete die Grenze zwischen den Honschaften Refrath und Gronau.

## Geographie

### Verlauf
Der Saaler Mühlenbach entspringt auf einer Wiese unweit des Platzer Höhenwegs in Moitzfeld und fließt zunächst in nordwestlicher Richtung durch die Hardt, wo er den Klärteich der Grube Jungfrau, den Jungfrauenweiher, durchfließt. Am Waldstadion Milchborntal nimmt er den Milchbornbach auf. Er durchfließt anschließend den Stadtteil Bensberg, um sodann den künstlich angelegten Bensberger See zu durchfließen. Auf seinem Weg in südwestlicher Richtung zur Mündung in den Frankenforstbach durchfließt er in Refrath den Kahnweiher.
Teilweise läuft der Bach in Rohrleitungen, so im Bereich des Freibads Milchborntal, im Bereich Gladbacher Straße, von der Saaler Straße bis zum Bensberger See und schließlich von der Straße In der Taufe bis zur Mündung. Die Hauptwassermenge wird bereits vom Bereich Im Letsch dem Frankenforstbach zugeführt.

### Einzugsgebiet
Das 6,352 km² große Einzugsgebiet des Saaler Mühlenbachs liegt sowohl in den Bergischen Hochflächen als auch in den Bergischen Heideterrassen.
Es grenzt
- im Osten an das der Sülz
- im Süden an das des Flehbachs und des aufnehmenden Frankenforstbachs
- im Norden an das der Nebengewässer der Strunde, Lerbach und Hasselbach
- ansonsten an das des aufnehmenden Frankenforstbachs

### Zuflüsse
Der einzige namentliche Zufluss ist der Milchbornbach, der 590 m nach der Quelle von rechts mündet.